# Барбара Розенкранц
Барбара Розенкранц (Салцбург, 20. јун 1958) је била кандидат Слободарске партије Аустрије на председничким изборима у Аустрији у априлу 2010. године.

## Биографија
Барбара Розенкранц се уписала на Универзитет у Бечу 1976. године, где је студирала историју и филозофију, али није завршила студирање.
Барбара Розенкранц се удала за Хорста Розенкранца. Има десет деце (6 кћери и 4 сина). Напустила је римокатоличку цркву.

## Избори
На изборима за председника Аустрије, који су си одржали 25. априла 2010. године, је добила 15,2% гласова. Најјачи резултат добила је у Корушки - 20,4% гласова, а најслабији - у Форарлбергу.